# Loi sur le système de justice pénale pour les adolescents
 (mars 2022).
Si vous disposez d'ouvrages ou d'articles de référence ou si vous connaissez des sites web de qualité traitant du thème abordé ici, merci de compléter l'article en donnant les références utiles à sa vérifiabilité et en les liant à la section « Notes et références ».
Lire en ligne

Texte sur le site officiel

Loi sur les jeunes contrevenants (en)
La Loi sur le système de justice pénale pour les adolescents (LSJPA, anglais Youth Criminal Justice Act) est une loi canadienne adoptée par le Parlement du Canada en 2002. Elle détermine la manière dont les jeunes sont poursuivis dans le système de justice pénal canadien.
La LSJPA remplaça la Loi sur les jeunes contrevenants (en) qui était jusque-là la loi pour les crimes commis par les jeunes adolescents au Canada. La nouvelle loi s'inspire beaucoup de son prédécesseur et l'ancienne Loi sur les délinquants juvéniles.
Ses principes clés sont : 
- L'énumération des principes qui soulignent le but de cet acte (prévention, réhabilitation et punition), et qui n'étaient pas présents dans la législation précédente.
- La réduction de 16 à 14 ans de l'âge pour être amené à la cour judiciaire, pour des offenses présomptueuses.
- Plus de mesures extra-judiciaire pour renforcer la loi.
- La réintroduction du comité de justice pour les jeunes pour assister dans la supervision de la communauté et donner des services pour les contrevenants.
- Réserver les cours de justice aux crimes sérieux.
- Donner la possibilité au juge d'appliquer des sanctions d'adultes.